# Catedral de Perusa
La Catedral de Perusa és una església situada a Perusa (Itàlia) que està dedicada a Llorenç màrtir.
De l'exterior destaca la decoració geomètrica de la façana lateral amb marbre de dos colors, un espai elevat des d'on predicava Bernadí de Siena i l'escalinata. L'interior és d'estil gòtic, amb tres naus que tenen la mateixa altura. Els vitralls estan inspirats en dissenys flamencs i s'hi pot trobar un fresc de la Mare de Déu de les Gràcies.
S'hi va celebrar el Conclave de 1304–05 on resultà elegit el Papa Climent V.